# أعكب
الأعكب (الاسم العلمي:Ctenus) هو جنس من العنكبوتيات يتبع الفصيلة العناكب المتجولة من فرع كاملات المناسل.

## أنواع الأعكب
- أعكب ثنائي الحدابة
- أعكب غونتانامو
- أعكب طويل المهماز
- أعكب أحادي الخطوط
- أعكب أحمر الساق
- أعكب أحمر الكلابيات
- أعكب أسود البقع
- أعكب أسود الخطوط
- أعكب ثنائي الأضلاع
- أعكب ذهبي الأوبار
- أعكب سداسي البقع
- أعكب شوكي الأمشاط
- أعكب فضي الساق
- أعكب أصفر الساق
- أعكب مستقيم الساق
- أعكب مشرشر الساق
- أعكب مشرشر الكلابيات
- أعكب متموج الساق
- أعكب الهيمالايا
- أعكب ايميني
- أعكب محدب
- أعكب أرسغ
- أعكب أصفر
- أعكب منجلي
- أعكب أنداماني
- أعكب أنيق
- أعكب باهامي
- أعكب برغريني
- أعكب معتدل
- أعكب بسيط
- أعكب ترانسفالي
- أعكب ثنائي اللون
- أعكب جاوي
- أعكب جزري
- أعكب مبهم
- أعكب حرجي
- أعكب حلزوني
- أعكب خادع
- أعكب خطير
- أعكب قاتم
- أعكب سريع
- أعكب سهمي
- أعكب سولاوسي
- أعكب سيكيمي
- أعكب سيلاني
- أعكب شتوي
- أعكب شنايدري
- أعكب شيطاني
- أعكب مأكول
- أعكب صغير
- أعكب صلب
- أعكب متصالب
- أعكب صومالي
- أعكب عجيب
- أعكب عنيف
- أعكب غازي
- أعكب غامض
- أعكب غربي
- أعكب غواني
- أعكب فلبيني
- أعكب قرني
- أعكب قصير
- أعكب قوي
- أعكب نشيط
- أعكب كبير
- أعكب كولومبي
- أعكب لحوي
- أعكب ليوناردي
- أعكب محفور
- أعكب ماني
- أعكب متماوج
- أعكب متوسط
- أعكب مثيل
- أعكب محبب
- أعكب منظاري
- أعكب مزين
- أعكب ضعيف
- أعكب مسود
- أعكب مهمازي
- أعكب ميتشلي
- أعكب نهري
- أعكب هايتي
- أعكب هزيل
- أعكب هندي
- أعكب هوسي
- أعكب وسادي
- أعكب ياقوتي
- أعكب أليف الجبال
- أعكب أملس الساق
- أعكب ثنائي الفلقات
- أعكب مميز الحواف
- أعكب محزم
- أعكب أليف الرطوبة
- أعكب شويكي
- أعكب طويل الساق
- أعكب مزخرف
- أعكب داكن
- أعكب مبقع
- أعكب مضلع
- أعكب منجلي الشكل
- أعكب منحني الساق
- أعكب نحيل الساق